# 唐延海
唐延海（1967年10月—），男，汉族，中华人民共和国政治人物。现任中国杂技家协会分党组书记、驻会副主席。第十四届全国政协委员。